# 戈尔梅斯
戈尔梅斯，是西班牙加泰罗尼亚莱里达省的一个市镇。 总面积17平方公里，总人口1374人（2001年），人口密度81人/平方公里。